# فرودگاه لبدوو
فرودگاه لبدوو (به انگلیسی: Lebedovo) یک فرودگاه متروک است که یک باند فرود بتن دارد و طول باند آن ۳۵۰۰ متر است. این فرودگاه در کشور روسیه قرار دارد و در ارتفاع ۷۶ متری از سطح دریا واقع شده است.